# Nabój .32 S&W
.32 S&W został wprowadzony do użytku przez firmę Smith & Wesson w 1878 roku. Początkowo była to amunicja czarnoprochowa.